# BK Levickí Patrioti
El EUCOS Levický Patrioti es un equipo de baloncesto eslovaco con sede en la ciudad de Levice, que compite en la SBL, la máxima competición de su país. Jugó también en la Národní Basketbalová Liga checa. Disputa sus partidos en el Športová hala, con capacidad para 2000 espectadores

## Nombres
- Astrum Levice - (hasta 2011)
- Onyx Levice - (2011-2013)
- Levický Patrioti - (2013-2014)
- EUCOS Levický Patrioti - (2014-)

## Posiciones en liga
- 2008 - (3)
- 2009 - (11-2)
- 2010 - (-3)
- 2011 - (7-2)
- 2012 - (Extraliga)
- 2013 - (1)
- 2014 - (8)
- 2015 - (9)

## Palmarés
- Campeón Slovakian Extraliga - 2011
- Campeón de la Copa de Eslovaquia - 2019
- Campeón de la Alpe Adria Cup - 2022

## Jugadores destacados
| - Troy Gottselig - Corey Hallett - Eddi Jurjevic - Zeljko Novak - Sinisa Stemberger - Luka Vlaic - Lukas Melotik - J. Drobný - M. Faith - P. Farkaš - J. Krkoš - L. Lutovský | - M. Michálik - Richard Petruška - Ľ. Pohánka - E. Szabo - D. Zlatňanský - E. Zorád - Eric Sánchez - Mike Bernard - Jakub Grabski - Sinisa Bilic - Tadej Kostomaj - Salih Nuhanovic | - Luka Igrutinovic - Milan Oluic - Brian Addison - Patrick Agho - Kevin Bridgewaters - Brandon Fields - Keaton Grant - Esian Henderson - Dominique Keller - Willie Kemp - David Kyles | - Brandon Lockhart - Dior Lowhorn - Elijah Obade - Brockeith Pane - Jeremy Simmons - Malik Story - Brandon Webster - Nick Wright - Stipe Modric - Adam Waleskowski - Kelechi Anuna |